# Zámecký park Dolní Počernice
Zámecký park v Dolních Počernicích přiléhá k dolnopočernickému zámku a k hrázi Počernického rybníka.

## Historie
Původním využitím parku byla bažantnice, nicméně v průběhu času a se střídajícími se majiteli zámku se funkce průběžně měnila. K největší změně došlo v 70. letech 19. století, kdy v parku byla vybudována síť cest. Ze soukromého vlastnictví park přešel roku 1923 do vlastnictví Prahy. Za té došlo k vysázení nevhodných jehličnanů, z nichž se některé dochovaly dodnes. Další výrazná proměna odstartovala roku 1987. Bylo předěláno vedení cest, vytvořeny mostky přes potok, vytvořena a instalována umělecká díla. Park měl nést jméno Jiřího Františka Chaloupeckého, po němž pojmenovaný přespolní běh se několikrát právě na území parku konal. Další rekonstrukce přišla na přelomu tisíciletí pod taktovkou studie „Rehabilitace zámeckého parku“ vypracované Ing. arch. Magdalenou Dandovou. Na práce zde dohlížel odbor památkové péče, odbor životního prostředí Magistrátu hl. m. Prahy, Národní památkový ústav a další instituce včetně vedení městské části Praha Dolní Počernice. V projektu šlo především o dotvoření stromového patra parku, přeměnu cest podle původního členění z 19. století, včetně osvětlení páteřních cest, nové členění tzv. francouzské části a přemístění venkovního amfiteátru. Roku 2008 byl z větší části revitalizován vodní systém parku.

## Popis
V parku je evidováno celkem 1 100 stromů, z nich zvláště významný je soubor 27 dubů letních, z nichž v roce 2009 byly tři prohlášeny za památné stromy: jeden dub v centrální části parku a dva duby na hrázi počernického rybníka. Z velké části jsou v parku i další listnaté stromy jako javory, lípy, jasany, habry, topoly, břízy, olše, jírovce, vrby apod. Některé stromy dosahují výšky až 30 metrů, nejsilnější kmeny mají v obvodu zhruba 4 metry. Park se skládá ze dvou částí, francouzské a anglické. Je využíván k rekreaci ale i k akcím celopražského významu.